# 拉多利夫卡
47°4′20″N 36°24′21″E / 47.07222°N 36.40583°E
拉多利夫卡（烏克蘭語：Радолівка）是位於烏克蘭東南部的村莊，由扎波羅熱州別爾江斯克區的索菲伊夫卡市鎮負責管轄。該村處於薩西庫拉克河畔，始建於1862年，面積1.59平方公里，海拔高度144米，2001年人口407，人口密度每平方公里255.97人。